# Lignéville
Lignéville ist eine französische Gemeinde mit 300 Einwohnern (Stand 1. Januar 2022) im Département Vosges in der Region Grand Est. Sie gehört zum Arrondissement Neufchâteau und zum Gemeindeverband Les Vosges côté Sud-Ouest. Die Bewohner werden Lignévillois und Lignévilloises genannt.

## Geografie

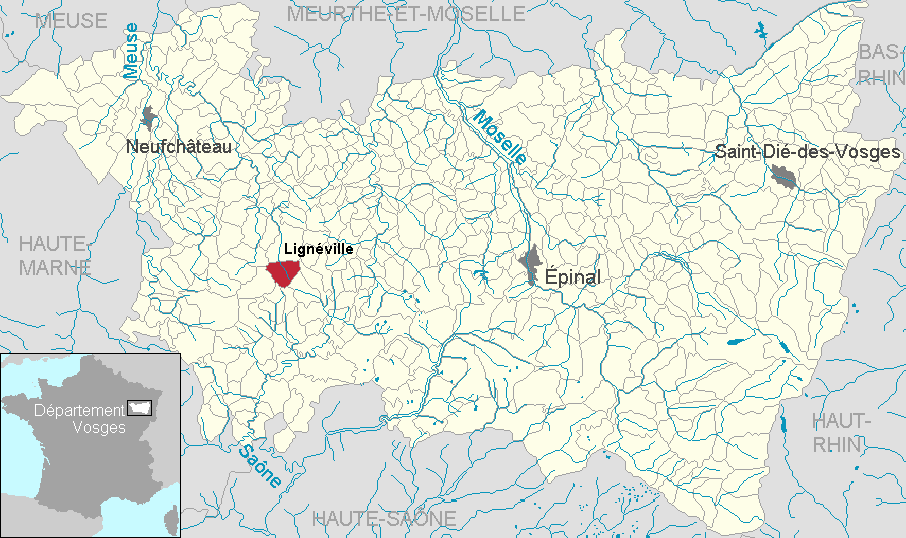
Lage der Gemeinde Lignéville im Département Vosges

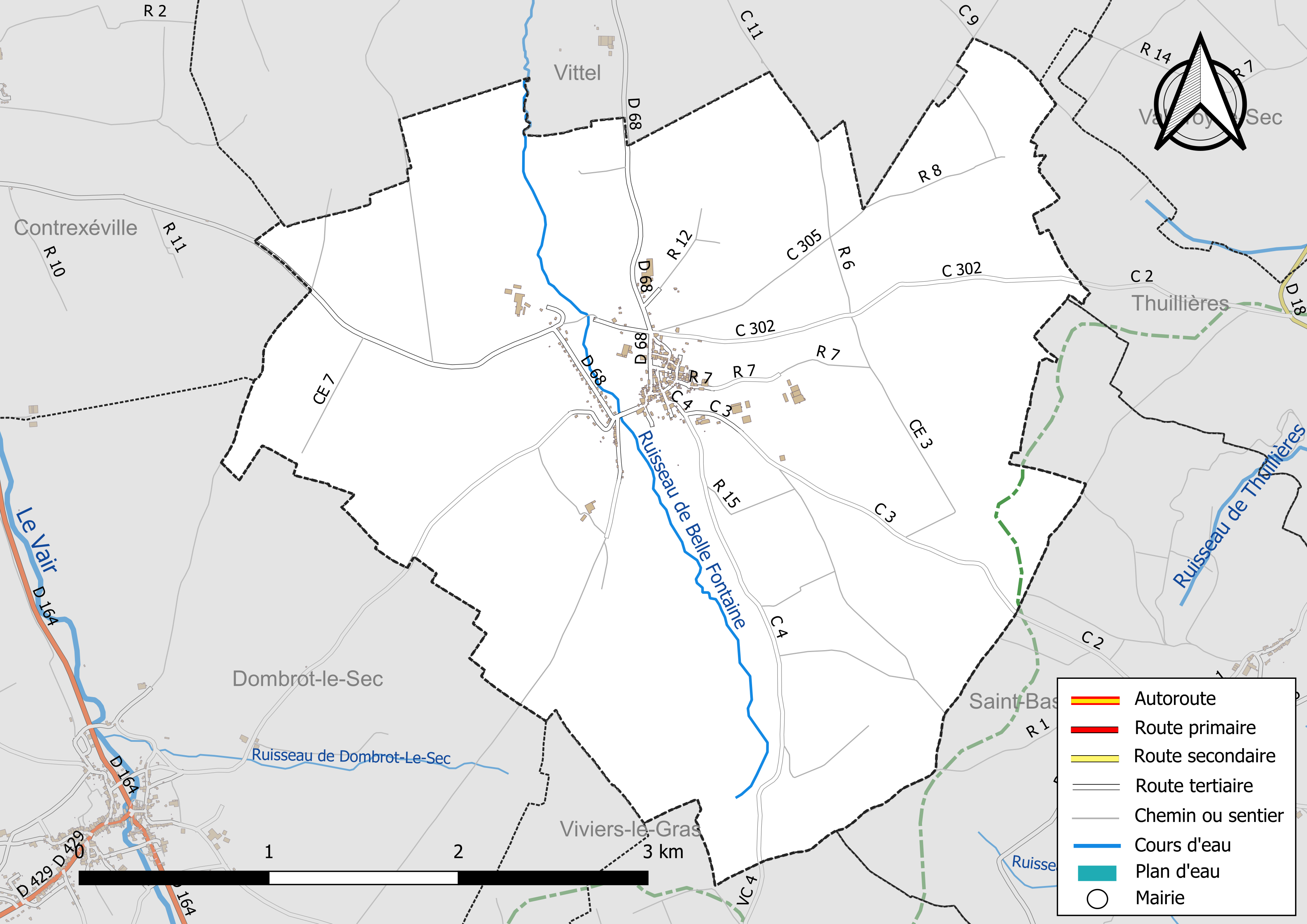
Gewässer und Straßen der Gemeinde

Die Gemeinde Lignéville liegt vier Kilometer südlich des Kurortes Vittel und 39 Kilometer westlich von Épinal.
Das 12,53 km² große Gemeindegebiet von Lignéville erstreckt sich im Bereich der Monts Faucilles an der Wasserscheide der Einzugsgebiete von Rhein und Rhône. In der Gemeinde entspringt der Ruisseau de Belle Fontaine, der über den Petit Vair und den Vair zur oberen Maas entwässert. Nur etwa 40 Hektar des Gemeindeareals sind bewaldet, der Großteil der Fläche wird landwirtschaftlich genutzt.
Nachbargemeinden von Lignéville sind Vittel im Norden, Thuillières im Osten, Saint-Baslemont im Südosten, Provenchères-lès-Darney und Viviers-le-Gras im Süden, Dombrot-le-Sec im Südwesten  sowie Contrexéville im Nordwesten.

## Ortsname
Der Name Lignéville ist lateinischen (gallo-römischen) Ursprungs. Er setzt sich aus dem Präfix lignum (Holz) und villa (Siedlung) zusammen. Im Lauf der Jahrhunderte änderte sich der Ortsname mehrfach. Für das Jahr 1030 ist Legisvilla nachgewiesen. Über Lyenivillae (1124), Lygnevilla (1402) und Ligniville (1594) entwickelte sich der Name zum seit dem 18. Jahrhundert gebräuchlichen Lignéville. Die örtliche Ritterschaft derer von Lignéville behielt in einigen Zweigen den Namen Ligniville.

## Bevölkerungsentwicklung
| Jahr      | 1962 | 1968 | 1975 | 1982 | 1990 | 1999 | 2010 | 2021 |
| Einwohner | 253  | 272  | 288  | 310  | 323  | 309  | 308  | 302  |

Im Jahr 1831 wurde mit 636 Bewohnern die bisher höchste Einwohnerzahl ermittelt. Die Zahlen basieren auf den Daten von cassini.ehess und INSEE.

## Sehenswürdigkeiten
- Kirche Saint-Pierre-ès-liens aus dem 12. bis 16. Jahrhundert, seit 1948 als Monument historique eingeschrieben
- Kapelle Saint-Basle mit einer Pietà aus dem 16. Jahrhundert
- Lavoir

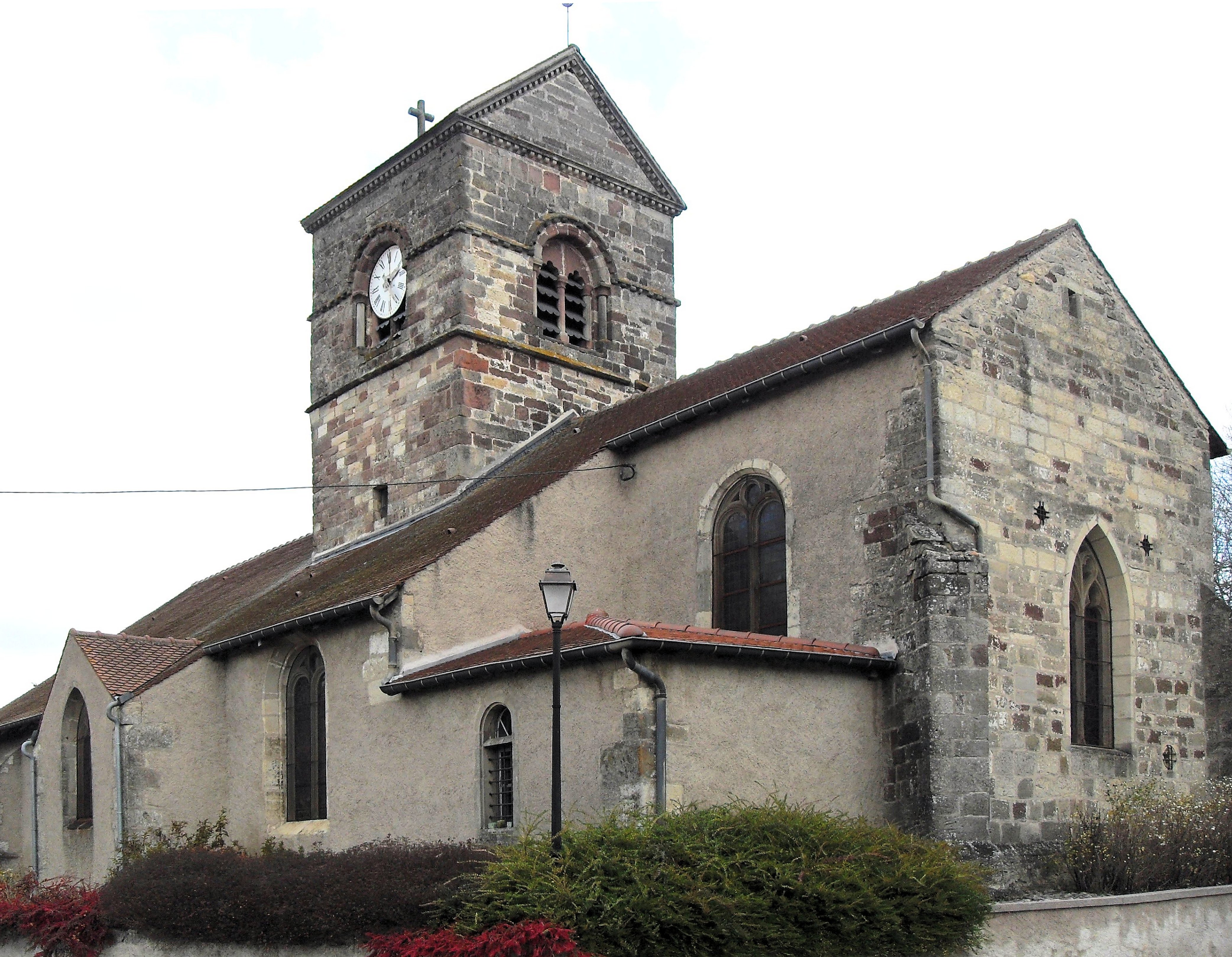
Kirche Saint-Pierre-ès-liens
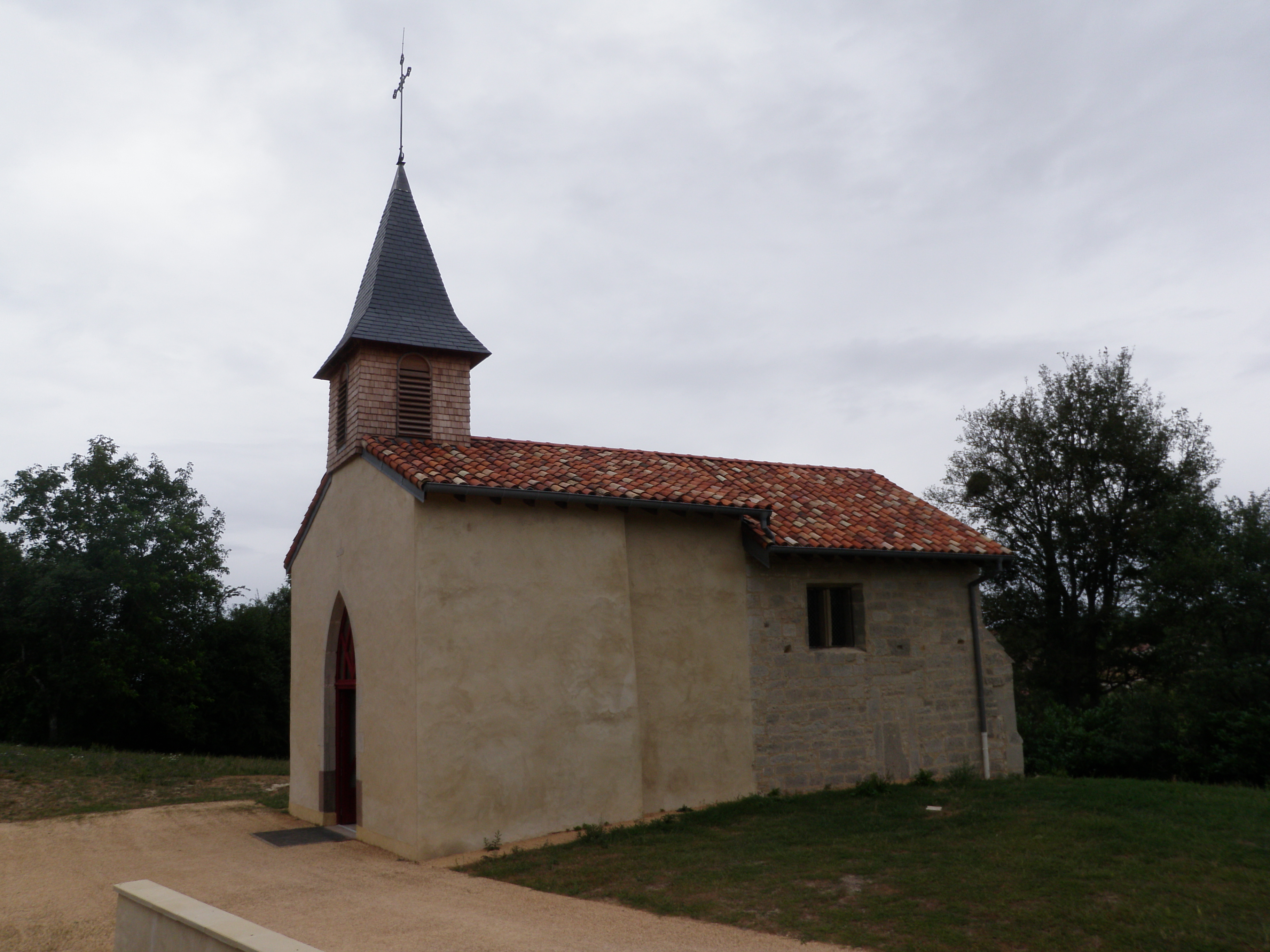
Kapelle Saint-Basle
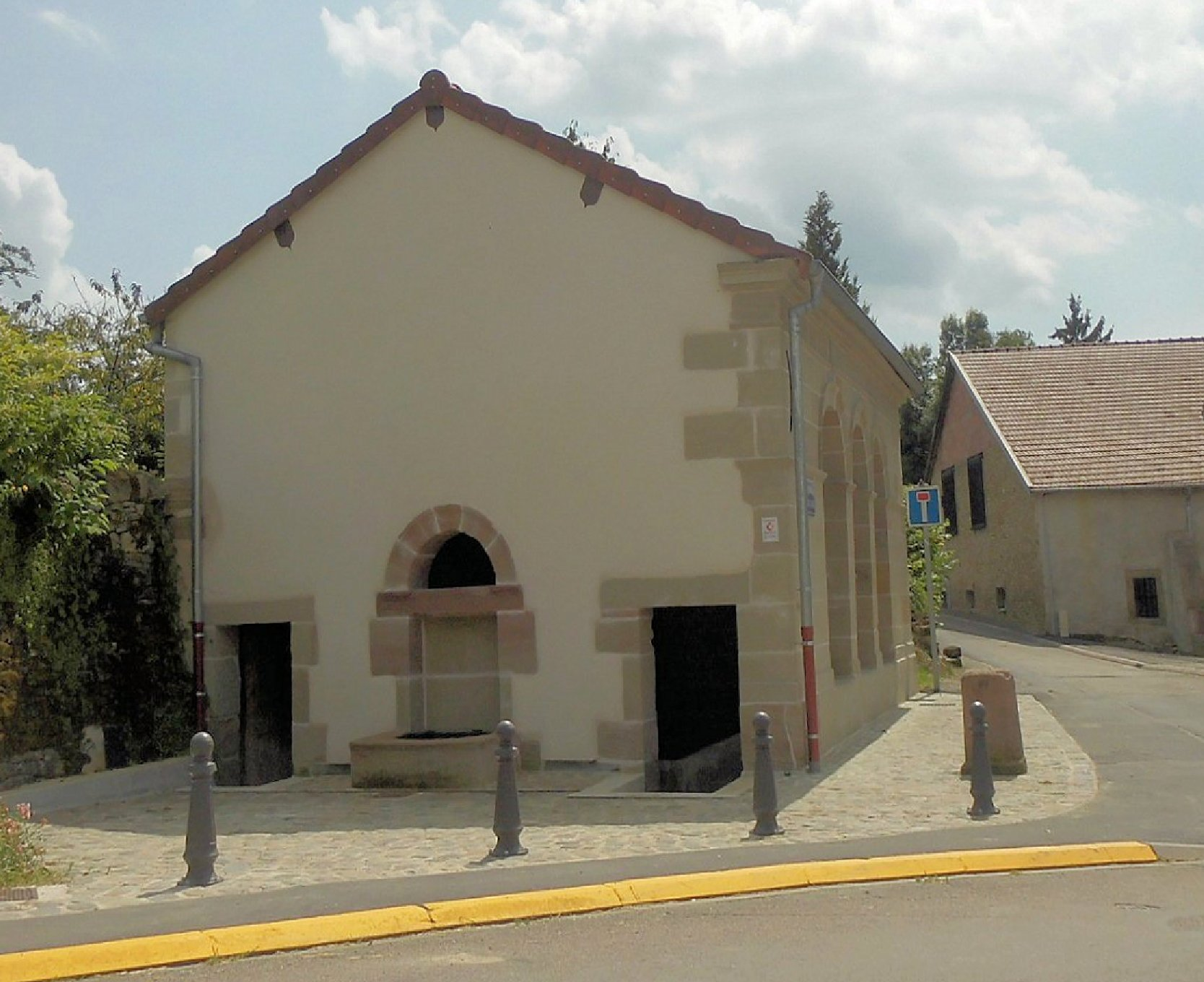
Lavoir (ehemaliges Waschhaus)

## Wirtschaft und Infrastruktur
In der Gemeinde Lignéville sind acht Landwirtschaftsbetriebe ansässig (Milchviehhaltung, Pferde- und Rinderzucht).
Durch Lignéville führt die Hauptstraße D 68 von Vittel nach Saint-Baslemont. Elf Kilometer nordwestlich von Lignéville besteht ein Anschluss an die Autoroute A 31. Im Nachbarort Vittel befindet sich der nächstgelegene Bahnhof.

## Belege
1. ↑  Lignéville auf cassini.ehess
2. ↑  Lignéville auf INSEE
3. ↑  Landwirtschaftsbetriebe auf annuaire-mairie.fr (französisch)